# Vinum Hadrianum
Vinum Hadrianum (Greek: Adriakos, Adrianos) proveniva dalle colline meridionali di Picenum, nella città di Hatria o Hadria, la città vecchia di Atri, che è nota per un vino molto generoso. Era già di antica fama ed era considerato uno dei buoni vini dell'Impero, insieme a Praetutianum.

## Storia
In Abruzzo, regione dell’Italia centrale, la vitivinicoltura occupa una posizione di prestigio tra le attività agricolturali ed i vini prodotti soprattutto nella provincia di Teramo sono noti per la loro originalità e qualità. Il comune di Atri, posto ad un'altitudine 444 m s.l.m, è uno dei comuni che vanta un’antica e longeva tradizione vinicola. Il primo riscontro scritto dell’attività di produzione vinicola della zona risale addirittura allo storico greco-romano Polibio, che ci ricorda come Annibale, dopo la vittoria al Trasimeno (217 a.C.), attraversò l'appennino e, nelle valli teramane, trovò cibi e vini capaci di ristorare i suoi soldati esausti.

## La anfore
Essendo Atri un comune pedemontano, i produttori locali hanno cercato per i loro vigneti le posizioni migliori per ottenere uve idonee alla produzione di vini in linea con gli elevati standard presenti nelle zone. Ad Atri si produceva vino in anfora, tanto decantato da egiziani, greci e romani  e che qui ha trovato diffusione grazie soprattutto all’abbondanza della terra argillosa dei Calanchi che fin dai tempi dell’antica Hadria, nome romano della città, ha consentito ed incrementato la produzione di questi contenitori menzionati da autori come Plinio il Vecchio quali esempi di solidità e resistenza. 
Le anfore in questione sono state classificate dagli archeologi come Lamboglia 2, un’anfora dalla forma allungata, in terracotta, che circolava principalmente nelle zone dell’Adriatico, e che trasportava principalmente vino. 
Esiste infatti solo una buona posizione per la produzione di anfore di vino repubblicane sulla costa adriatica ed è proprio l’odierno comune di Atri, a sud del Piceno, precedentemente noto come Hatria o Hadria (ambedue le forme si ritrovano in delle iscrizioni e in vari documenti, Hadria fa riferimento al nome romano della città, mentre Hadria a quello piceno). 
Nell’opera “Notizie degli scavi di Antichità” del 1882 (precisamente a pagina 149) viene menzionata proprio la città di Atri e vengono riportate le seguenti informazioni:
Il nome della città si collega direttamente, pertanto, al nome del vino prodotto nel luogo omonimo: il vino Hadrianum. La scoperta garantisce, infatti, che la regione Atri era un luogo di produzione di anfore. Osando una datazione gli archeologi, basandosi sull'arcaismo apparentemente manifestato dalle lettere dell’iscrizione, collocano il ritrovamento dell’anfora in un periodo non molto inferiore al metà del II secolo a.C. Ciò che con certezza attesta che le anfore in questione contenessero vino, non è dato solo dall’identificazione delle anfore come Lamboglia 2, dal momento che queste avrebbero potuto contenere un altro importante prodotto come l’olio, ma da dati successivi: da Augusto in poi testi iniziano a parlare di una buona annata prodotta vicino ad Hadria, pertanto si conclude che l’annata in questione fosse proprio quella del Vinum Hadrianum. 
Esempi datati di questo tipo di anfora sono stati trovati anche ad Atene in un riempimento dell'ultimo quarto del secondo secolo. Questo accade perché l’ottima annata di vino che si ebbe sotto Augusto venne venduta in zone proprio come Atene ed Alessandria, piuttosto che Roma.

## Il vino nei tempi antichi
Da questo momento in poi i Greci metteranno il vino romano, in particolare il vinum hatrianum, al di sopra del loro, anche per motivi commerciali. Ai tempi di Augusto infatti, nelle poesie dell’Antologia greca, il vino italiano apparve nel II secolo in Grecia come vino di lusso per eccellenza, “quello che i poveri sognano e che i ricchi bevono quando fanno festa”. Nell'editto di Diocleziano si menzionava che un vino di Piceno era considerato il vino più costoso, insieme a Falerno. Plinio menzionava il vinum hadrianum, un vino prodotto nel Picenum, come uno dei vini più apprezzati, insieme ad alcuni altri. Anche l'imperatore Adriano introdusse vinum hadrianum come vino medicato.
Ci sono molte personalità di rilievo che elogiano il vinum hadrianum, come il due poeti greco-augustei in due epigrammi dell'Antologia greca, Antiphilos di Bisanzio e Antipatro di Salonicco. Questo vino fu menzionato anche da Dioscoride nella metà del I secolo d.C.. Medico Dioscoride, che dopo aver lodato il vino atriano, encomia anche il pretuziano, che veniva prodotto in luoghi dell'atriano agro, parte subappenninica del Pretuzio, ossia dell'agro coloniale latino di Atri. Ciò lo si può rilevare dalla traduzione letterale della frase “Intus versus Adriani”, cioè “dai luoghi interni verso Atri”, rilevasi dal periodo precedente. Dioscoride definisce il vinum hatrianum mediocremente astringente, atto ad invecchiare e tale che non infesta i nervi, che conserva a lungo l'ebrezza ed il sonno ed eccita le vie urinarie. 
Il famoso Galeno, vissuto al tempo degli Antonini, cinque volte menziona i vini atriani, che chiama austeri e nobili, celebri per vecchiezza, acquosi, astringenti, giovevoli ai vecchi, in tutto simili ai sabini. Altro medico che li pone nel suo ricettario è Ateneo, che ripete le stesse qualità enunciate da Galeno, aggiungendo che conviene prendere quelli di qualche anno ed esporli all’ aperto perché diminuiscano di forza. 
Che l'agro atriano castrense o romano-latino del Pretuzio insieme al territorio atriano propriamente detto fosse fertile, lo sappiamo dunque da più di uno scrittore. Ma può bastare per tutti la precisa e dettagliata descrizione di Polibio che la chiama “opulenta e fertile provincia”, e la stima che ne fece Annibale per ristorare le sue milizie ed i suoi cavalli coi vecchi vini, dei quali ve ne era in grandissima abbondanza. Polibio racconta che Annibale era sceso e s'era fermato per rifornirsi e riposarsi con i suoi soldati, in una campagna boschiva e ricca di pascoli. La coltivazione doveva quindi procedere di pari passo con la pastorizia, sempre largamente esercitata. Conformemente a ciò le principali colture saranno state in principio la spelta o farro e più tardi frumento, olivo e soprattutto la vite, che è stata una risorsa fondamentale per Atri e che continua ad esserlo tutt’ora, dal momento che la produzione vinicola, nel rispetto della tradizione, non si è ancora fermata.